# Risico
Risico is de kans dat een potentieel gevaar resulteert in een daadwerkelijk incident (of schadelijk effect) en de ernst van het letsel of de schade die dit tot gevolg heeft. In veiligheidstermen is risico altijd negatief, het betreft altijd vraagstukken over ongewenste gebeurtenissen. Dit in tegenstelling tot het nemen van financieel risico waarbij zowel positieve als negatieve uitkomsten mogelijk zijn. Er wordt wel onderscheid gemaakt tussen risico en onzekerheid, meer specifiek Knightiaanse onzekerheid. Daarbij is risico meetbaar, terwijl dat voor onzekerheid niet het geval is. In de praktijk wordt dit onderscheid evenwel veelal niet gemaakt en wordt onzekerheid als risico behandeld.
Er bestaan verschillende manieren waarop men kan proberen risico's om te zetten in cijferwaarden. Een ervan is de Kinney-methode. Hierbij wordt risico bepaald door kans, blootstelling en gevolg. In het geval van een werkelijk meetbaar risico kan hier ook een daadwerkelijk getal aan worden toegekend:
Risico = Kans x Blootstelling x Gevolg
Dit wordt onder meer gedaan bij risicoanalyse. Dit kan zinvol zijn bij risico's die voldoende bekend zijn doordat er veel incidenten zijn zodat de wet van de grote getallen in werking treedt. In dat geval kan er statistische analyse worden toegepast, mits er geen kans is op zwarte zwanen. Bij complexere risico's en risico's die weinig incidenten kennen, zijn er veelal te weinig gegevens om het risico betrouwbaar te kwantificeren.

## Beheersen van risico's
Om risico's te beheersen, kunnen maatregelen genomen worden. Dit wordt risicobeheer of risicomanagement genoemd. Hierbij kunnen zowel maatregelen ten opzichte van de kans dat de gebeurtenis plaatsvindt als het scenario als het gevolg genomen worden. Wanneer bijvoorbeeld wordt uitgegaan van iemand die een fles zoutzuur omgooit, kunnen maatregelen in alle drie de onderdelen worden genomen:

### Beperking blootstelling
Het gebruik van zoutzuur kan beperkt worden. 
- Ten eerste zou gekeken kunnen worden of een ander middel gebruikt zou kunnen worden, dat minder (ernstige) gevolgen heeft dan zoutzuur.
- Proefjes met zoutzuur kunnen gegroepeerd worden, zodat in één keer een grote serie wordt gedaan.

### Beperking kans bij blootstelling
- Men kan de fles vervangen door een minder risicovolle verpakking (wegnemen gevaar).
- Ten tweede kan gekeken worden of de fles in een houder geplaatst kan worden of in een kast, eventueel met een slot erop. De beperking van de toelating van het aantal personen tot de ruimte is ook een mogelijkheid, evenals het verplicht dragen van persoonlijke beschermingsmiddelen, zoals bril en beschermende kleding (afschermen van het gevaar).
- Ten derde kan men het risico beperken door de mensen voor te lichten over de gevaren van het zoutzuur en het feit dat de fles er staat. Bovendien worden voorschriften gesteld voor de omgang met zoutzuur (voorlichting over het gevaar en voorschriften).

### Beperking gevolg
Indien het ongeval heeft plaatsgevonden, kan het gevolg van de gebeurtenis verkleind worden door douches in de buurt te installeren zodat het zoutzuur gelijk kan worden afgespoeld, zodat de schade beperkt blijft.
Ook kunnen andere chemicaliën uit de buurt van de fles geplaatst worden, zodat er niet nog een vervolgschade kan optreden door reactie met het zuur.

## Risicoanalyse
Een risicoanalyse kan gemaakt worden om te bepalen hoe groot de risico's zijn, welke risico's verkleind kunnen worden, en welke risico's het meest urgent dienen te worden aangepakt. Dit is een werkwijze die zijn intrede heeft gedaan rond 2000 en is een van de elementen die met projectmatig werken wordt uitgewerkt.
Er kan besloten worden dat sommige risico's acceptabel zijn, wat in de praktijk betekent dat de schade gedragen kan worden.

## Risk appetite
Sinds de Kredietcrisis is de aandacht voor risk appetite, de mate waarin organisaties risico's willen nemen of aanvaarden om hun doelstellingen te bereiken, toegenomen. Om risicobeheer te integreren in de bedrijfsvoering zullen organisaties hun risk appetite in samenhang met hun doelstellingen moeten bepalen, communiceren en monitoren.